# Jättens handfat
Jättens handfat är en sjö i Katrineholms kommun i Södermanland och ingår i Nyköpingsåns huvudavrinningsområde. Den ligger i Skirtorpssjöns naturreservat.